# Bakov nad Jizerou
Bakov nad Jizerou (německy Backofen či Backofen an der Iser) je město v okrese Mladá Boleslav. Žije zde přibližně 5 400 obyvatel. V minulosti ho proslavily výrobky z rákosu a orobince, např. pantofle, tašky, holubovky (tropické helmy pojmenované po Emilu Holubovi), rohože a mnoho dalších. Městem či v jeho bezprostřední blízkosti protékají řeka Jizera a říčky Kněžmostka a Bělá, které se zde do Jizery i vlévají.

## Geografická poloha
Leží 6 kilometrů severně od Mladé Boleslavi a 50 kilometrů severovýchodně od Prahy. Leží přibližně v polovině cesty mezi Mladou Boleslaví a Mnichovým Hradištěm. 
K městu náleží Trenčín, Malá Bělá, Zvířetice, Podhradí, Horka, Buda, Studénka, Chudoplesy, dále samoty Brejlov, Malý a Velký Rečkov a Klokočka.

## Historie

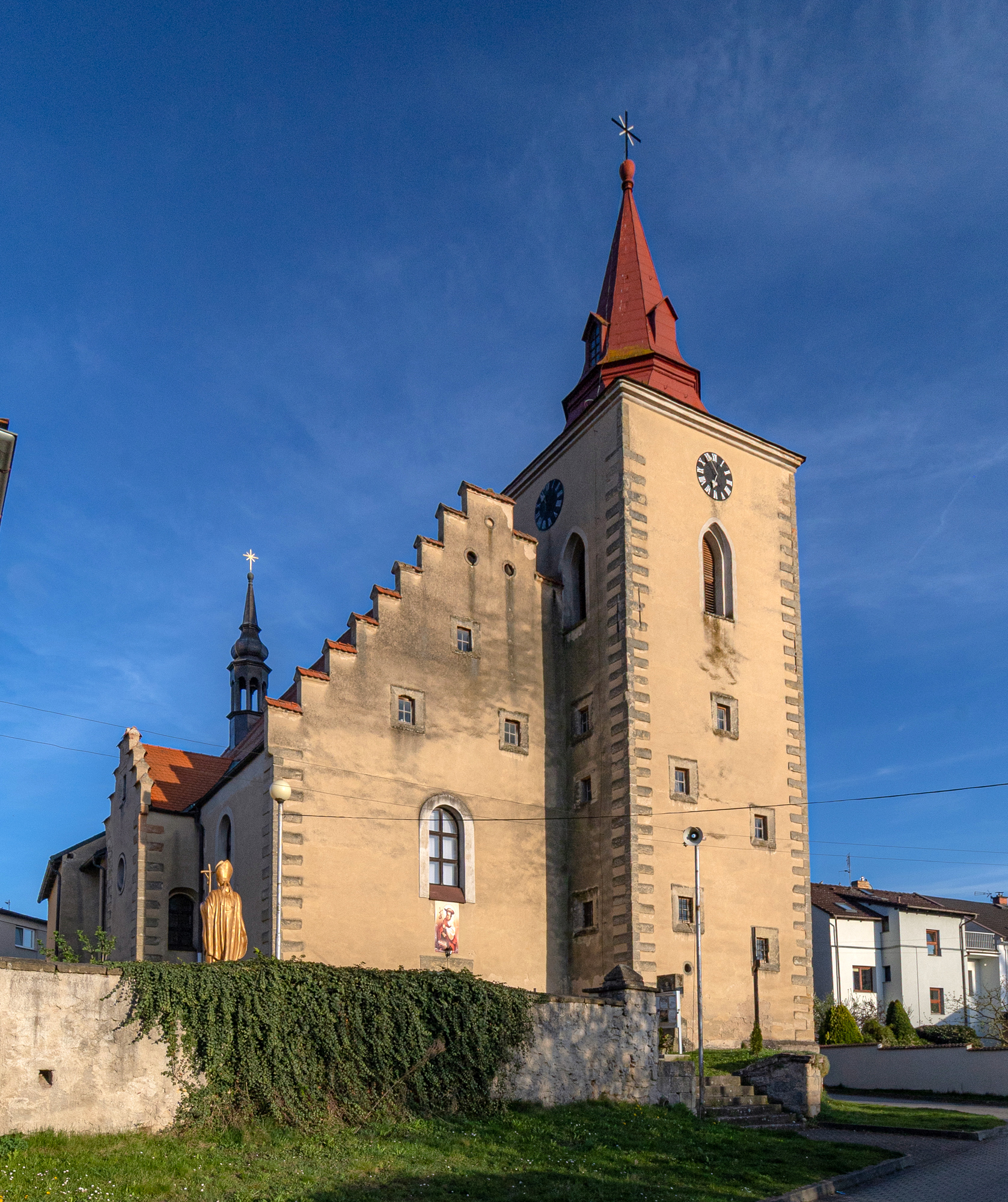
Bakovský kostel sv. Bartoloměje

Počátky města Bakov sahají pravděpodobně do 13. století. Původně se jednalo o rybářskou osadu. Obec je prvně zmiňována ve 14. století jako farní ves s kostelem sv. Bartoloměje, poddaná cisterciáckému klášteru Hradiště. Roku 1345 byla správa nad vsí a kostelem svěřena opatem hradišťského kláštera Markvartovi ze Zvířetic.
Roku 1497 získává majitel panství Hašek ze Zvířetic pro Bakov městská práva a pečeť. Král Vladislav II. udělil městu právo pondělního týdenního trhu a trhu výročního. Po Markvarticích patřilo město Sezimům z Ústí. V 16. století získávají Bakov dědičně páni z Vartemberka. Roku 1590 darovali městu právo várečné a prodej soli bratři Hendrych a Zikmund a o 17 let později tato práva potvrdil Jan z Vartenberka, který navíc udělil ještě právo vinného šenku.
V roce 1622 byla polovina panství konfiskována kvůli účasti ve stavovském povstání. O rok později koupil panství Albrecht z Valdštejna, který jej dále přenechal svému synovci Maxmiliánovi. Město bylo v držení Valdštejnů až do roku 1848.
Během Třicetileté války, 22. května 1643 byl Bakov vydrancován a vypálen Švédy. Další drancování postihlo město roku 1866. Ve stejném roce pak bylo město stiženo i ničivou epidemií cholery. O tři roky později padla více než polovina města za oběť ničivému požáru a tím utrpěl zejména původní barokní ráz města. Opětovnému rozvoji však přispělo vybudování železnice v roce 1865.
Místní obyvatelé se živili během středověku zejména zemědělstvím a řemesly. Působil zde cech hrnčířský. Od 19. století se Bakov proslavil výrobou rákosového a proutěného zboží.[zdroj⁠?!]
V Bakově sídlila od středověku významná židovská obec, z jidiš názvu města pochází aškenázské příjmení Backofen.
V letech 1920–1922 byla toku Jizery poblíž města firmou Laurin & Klement postavena malá vodní elektrárna Bakov. 
Právo užívat vlajku bylo městu uděleno rozhodnutím Poslanecké sněmovny Parlamentu České republiky dne 14. června 2000.

### Územněsprávní začlenění
Dějiny územněsprávního začleňování města zahrnují období od roku 1850 do současnosti. V chronologickém přehledu je uvedena územně administrativní příslušnost města v roce, kdy ke změně došlo:
- 1850 země česká, kraj Jičín, politický okres Mladá Boleslav, soudní okres Mnichovo Hradiště[6]
- 1855 země česká, kraj Mladá Boleslav, soudní okres Mnichovo Hradiště[6]
- 1868 země česká, politický i soudní okres Mnichovo Hradiště[6]
- 1939 země česká, Oberlandrat Jičín, politický i soudní okres Mnichovo Hradiště[7]
- 1942 země česká, Oberlandrat Praha, politický okres Mladá Boleslav, soudní okres Mnichovo Hradiště[8]
- 1945 země česká, správní i soudní okres Mnichovo Hradiště[9]
- 1949 Liberecký kraj, okres Mnichovo Hradiště[10]
- 1960 Středočeský kraj, okres Mladá Boleslav[11]

### Rok 1932

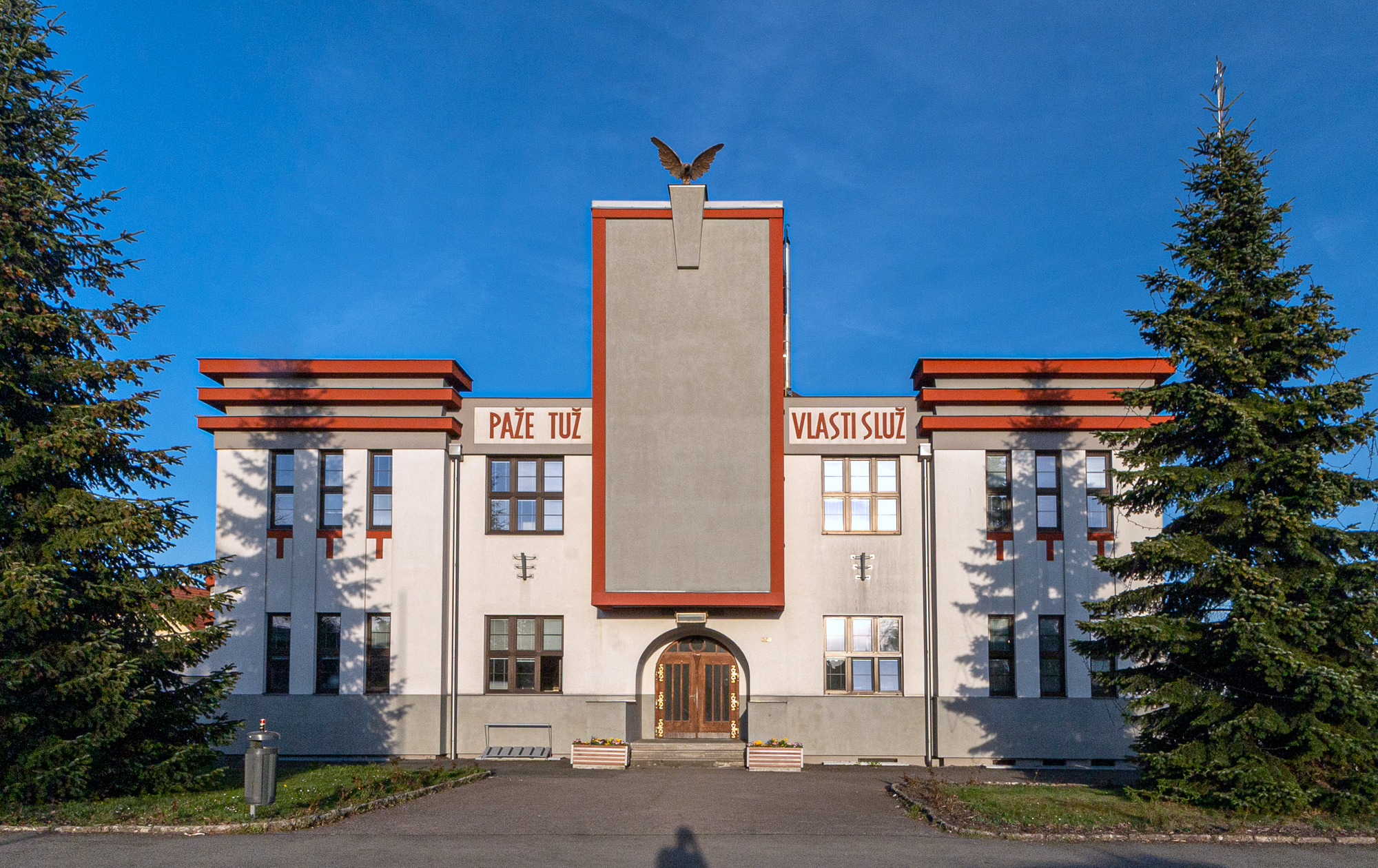
Sokolovna

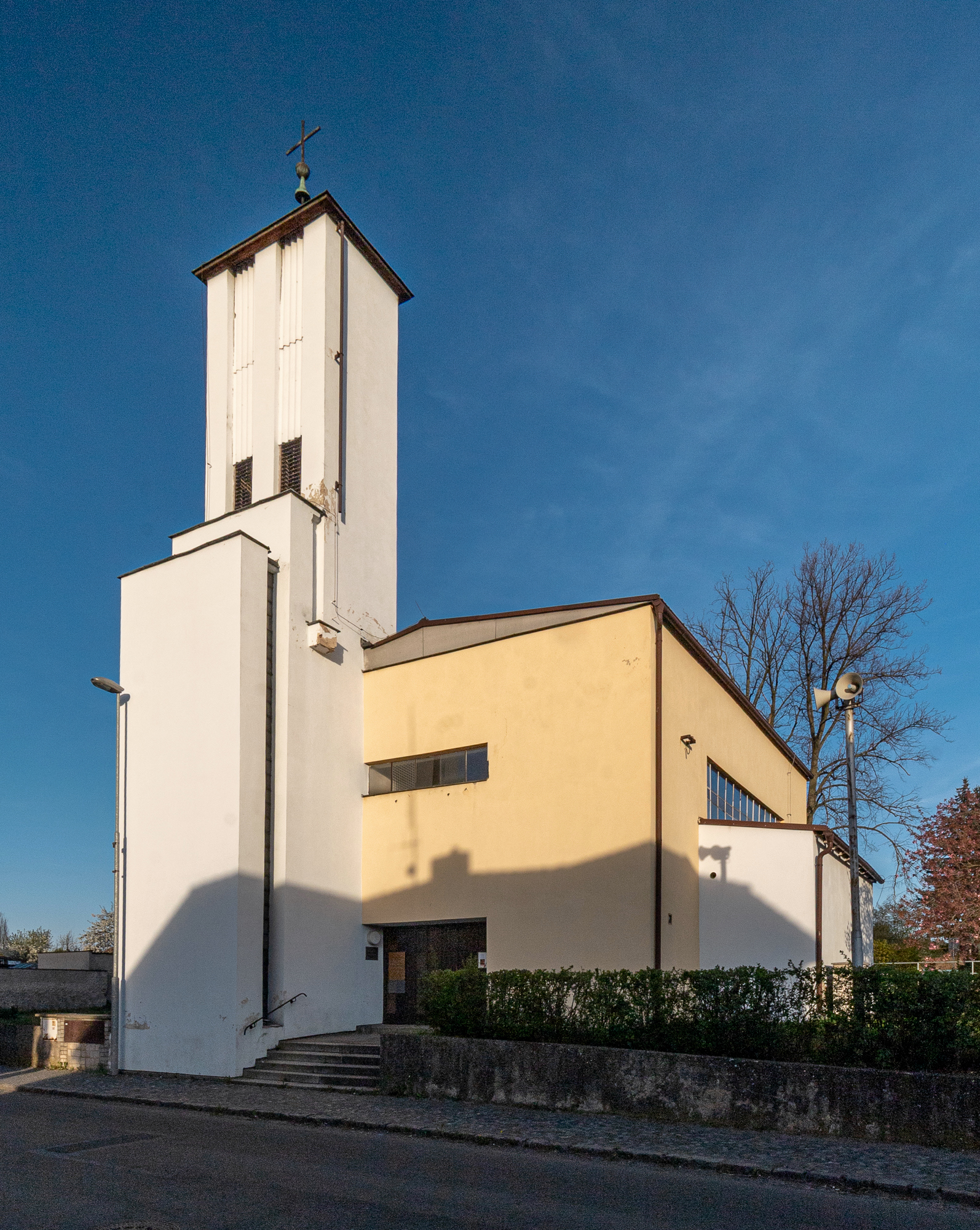
Husitský sbor Prokopa Velikého

Ve městě Bakov nad Jizerou s 3600 obyvateli v roce 1932 byly evidovány tyto úřady, živnosti a obchody:
- Instituce a průmysl: poštovní úřad, telegrafní úřad, telefonní úřad, katolický kostel, kostel československé církve, chudobinec, četnická stanice, sbor dobrovolných hasičů, obchodní grémium, živnostenské společenstvo smíšených živností, elektrárna, 2 mlýny, továrna na výbuchuvzdorné nádoby, výroba sáněk.
- Služby (pouze výběr): 2 lékaři, 3 autodopravci, biograf Sokol, drogerie, elektrárenské družstvo, fotoateliér, 3 hodináři, 11 hostinců, hotel, knihkupectví, lékárna, obchod s obuví Baťa, 2 pískovny, výrobny rákosového zboží, Nádražní restaurace, Městská spořitelna, živnostensko-hospodářská záložna, stavitel, vinárna, velkoobchod s výbušnými látkami, zubní ateliér.

Ve vsi Horka se 126 obyvateli (v roce 1932 samostatné vsi, ale která se později stala součástí Bakova nad Jizerou) byly evidovány tyto živnosti a obchody: hostinec, obuvník, obchod s lahvovým pivem, trafika.
Ve vsi Chudoplesy s 205 obyvateli (v roce 1932 samostatné vsi, ale která se později stala součástí Bakova nad Jizerou) byly evidovány tyto živnosti a obchody: hostinec, 3 rolníci, obchod se smíšeným zbožím, trafika.
Ve vsi Malá Bělá s 890 obyvateli (v roce 1932 samostatné vsi, ale která se později stala součástí Bakova nad Jizerou) byly evidovány tyto živnosti a obchody: 2 cihelny, elektrárna, holič, 4 hostince, dělnický konzum, kovář, 2 krejčí, mlýn, 2 obuvníci, 2 pekaři, pila, 2 pokrývači, 2 řezníci, 2 trafiky, koňský řezník, 2 obchody se smíšeným zbožím.

## Části města

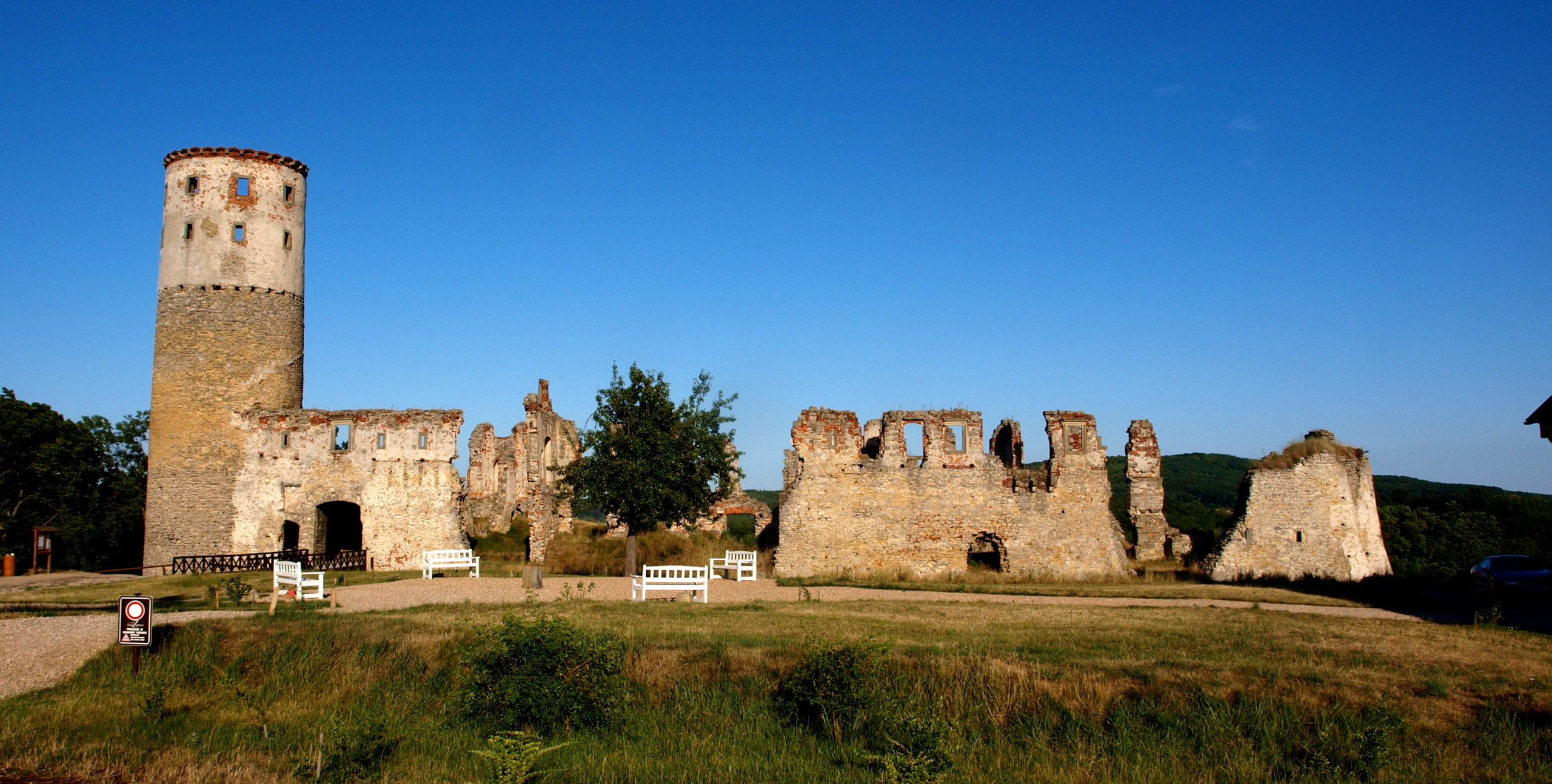
Zřícenina hradu Zvířetice

- Bakov nad Jizerou
- Brejlov
- Buda
- Horka
- Chudoplesy
- Klokočka
- Malá Bělá
- Malý Rečkov
- Podhradí
- Studénka
- Velký Rečkov
- Zájezdy
- Zvířetice

## Obyvatelstvo

### Počet obyvatel
Počet obyvatel je uváděn za Bakov nad Jizerou podle výsledků sčítání lidu včetně místních části, které k nim v konkrétní době patří. Je patrné, že stejně jako v jiných menších městech Česka počet obyvatel v posledních letech roste. V celé bakovské aglomeraci nicméně žije necelých 6 tisíc obyvatel.
| 1869  | 1880  | 1890  | 1900  | 1910  | 1921  | 1930  | 1950  | 1961  | 1970  | 1980  | 1991  | 2001  | 2011  | 2021  |
| ----- | ----- | ----- | ----- | ----- | ----- | ----- | ----- | ----- | ----- | ----- | ----- | ----- | ----- | ----- |
| 3 233 | 3 611 | 3 845 | 4 065 | 4 719 | 4 745 | 5 603 | 4 733 | 5 020 | 4 792 | 4 601 | 4 369 | 4 544 | 4 978 | 4 976 |

| 1869 | 1880 | 1890 | 1900 | 1910 | 1921 | 1930 | 1950  | 1961  | 1970  | 1980  | 1991  | 2001  | 2011  | 2021  |
| ---- | ---- | ---- | ---- | ---- | ---- | ---- | ----- | ----- | ----- | ----- | ----- | ----- | ----- | ----- |
| 432  | 417  | 442  | 469  | 581  | 653  | 969  | 1 141 | 1 126 | 1 134 | 1 155 | 1 334 | 1 380 | 1 477 | 1 547 |

## Doprava
Město Bakov nad Jizerou patří mezi významné dopravní uzly severní části středních Čech. V Bakově nad Jizerou je křižovatka tří železničních tratí. Nejdůležitějším silničním tahem je trasa z Prahy na sever do oblasti Liberce nebo do Polska.

### Silniční doprava
Poblíž města prochází mezinárodní dálnice D10 Praha–Turnov. Okrajem města vede silnice II/610 Praha – Mladá Boleslav – Bakov nad Jizerou – Mnichovo Hradiště – Turnov. Městem prochází silnice II/276 Bělá pod Bezdězem – Bakov nad Jizerou – Kněžmost.

### Železniční doprava

Železniční stanice Bakov nad Jizerou se nachází zhruba 1 km jihozápadně od města

Město je železniční křižovatkou tratí Praha–Turnov , Bakov nad Jizerou – Jedlová a Bakov nad Jizerou – Dolní Bousov .
Na území města leží odbočná železniční stanice Bakov nad Jizerou (tratě Praha–Turnov, Bakov nad Jizerou - Jedlová, Bakov nad Jizerou – Dolní Bousov) a tři mezilehlé železniční zastávky Bakov nad Jizerou město (tratě Praha–Turnov a Bakov nad Jizerou – Kopidlno), Buda (trať Bakov nad Jizerou – Kopidlno) a Malá Bělá (trať Praha–Turnov). Rychlíky zastavují ve stanici Bakov nad Jizerou a v zastávce Bakov nad Jizerou město.
Železniční trať Praha–Turnov je jednokolejná celostátní trať, doprava byla zahájena roku 1865. Po trati jezdí osobní vlaky i rychlíky, přepravní zatížení mezi Bakovem nad Jizerou a Mladou Boleslaví v pracovních dnech roku 2011 bylo obousměrně 10 rychlíků, 1 spěšný a 13 osobních vlaků, mezi Bakovem nad Jizerou a Turnovem 5 rychlíků, 1 spěšný a 10 osobních vlaků.
Železniční trať Bakov nad Jizerou – Jedlová je jednokolejná celostátní trať, doprava do České Lípy byla zahájena roku 1867. Přepravní zatížení mezi Bakovem nad Jizerou a Českou Lípou v roce 2011 činilo obousměrně 5 rychlíků a 9 osobních vlaků.
Železniční trať Bakov nad Jizerou – Dolní Bousov – (Kopidlno) je jednokolejná regionální trať, doprava na ní byla zahájena v roce 1883. Na úseku do Kopidlna byla od roku 2007 zastavena osobní doprava. Od konce března 2010 není na trati z Bakova nad Jizerou do Dolního Bousova provozována pravidelná osobní doprava.

### Autobusová doprava
Z města vedly v roce 2016 autobusové linky jedoucí do těchto cílů: Bělá pod Bezdězem, Kněžmost, Mimoň, Mladá Boleslav, Mnichovo Hradiště, Praha (dopravce ARRIVA Střední Čechy).
Městem projížděla v červnu 2011 dálková autobusová linka Praha-Mladá Boleslav-Turnov-Semily-Jilemnice-Vrchlabí-Špindlerův Mlýn (denně 1 spoj tam i zpět) (dopravce ČSAD Ústí nad Orlicí, a.s., provozovna Náchod)

## Pamětihodnosti
- Kostel sv. Bartoloměje

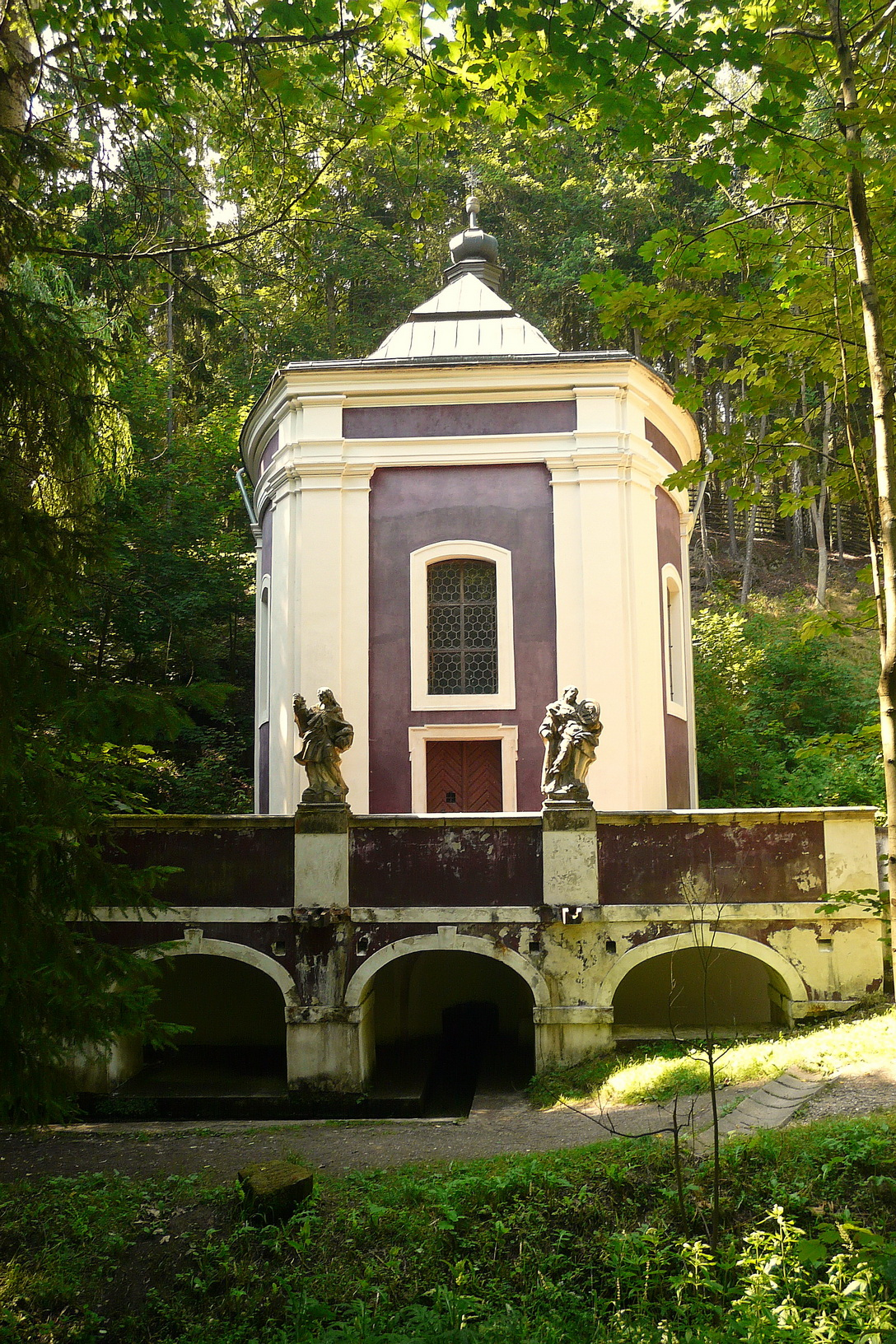
Kaple sv. Stapina nad pramenem Klokočka

- Morový sloup Nejsvětější Trojice z roku 1727 je dílem Josefa Jiřího Jelínka, se sochami svatých Václava, Vojtěcha a Jana Nepomuckého, hlavními donátory byla hraběnka Markéta, rozená Černínová a hrabě František Arnošt Valdštejn, kteří darovali po 50 zlatých, zbylé finance byly vybrány mezi občany[21]
- Hřbitovní kaple sv. Barbory a hřbitovní portál
- Kaple svatého Stapina na Klokočce
- Obora Klokočka
- Zřícenina zámku Zvířetice
- Tvrz Studénka
- Valentův mlýn
- Hradiště Bělá
- Přírodní rezervace Vrch Baba u Kosmonos
- Národní přírodní památka Rečkov
- Přírodní památka Podhradská tůň

## Slavní rodáci
- Jiří Ignác Linek (1725–1791), hudební skladatel
- Augustin Fibiger (1868–1936), římskokatolický kněz a náboženský publicista
- Rudolf Livora (1884–1958), malíř, grafik, ilustrátor
- Miloslav Kaňák (1917–1985), teolog, církevní historik a vysokoškolský pedagog
- Jiří Flekna (1959–2021), kreslíř humoru, od mládí upoutaný na invalidní vozík